# ルチオ・セスティオ駅 (ローマ地下鉄)
ルチオ・セスティオ駅(Lucio Sestio)はローマ地下鉄のA線にある駅の一つである。駅はイタリアの首都ローマのドン・ボスコ地区（クアルティエーレ）のトゥスコラーナ街道沿いの、名前の元となったルチオ・セスティオ通りとポンツィオ・コミニオ通り(via Ponzio Cominio)の交差点にある。

## 周辺
- トゥスコラーナ街道 (Via Tuscolana)
- コンソリ広場 (Piazza dei Consoli)